# 西山村 (岩手県)
西山村（にしやまむら）は、昭和30年（1955年）まで岩手県岩手郡の南西部に存在していた村。現在の雫石町西根・長山にあたる。

## 地理
- 河川：葛根田川

## 沿革
- 明治22年（1889年）4月1日 - 町村制施行にともない、西根村と長山村が合併して南岩手郡西山村が発足。雫石村・御明神村と組合村を形成。
- 1897年（明治30年）4月1日 - 郡の統合により南岩手郡と北岩手郡が合併し、岩手郡が復活[1]。岩手郡西山村となる。
- 明治30年（1897年）4月 - 雫石村・御明神村との組合村を解消。
- 昭和30年（1955年）4月1日 - 雫石町・御明神村・御所村と合併し、新制の雫石町となる。

## 行政
- 歴代村長

雫石・西山・御明神組合村長
雫石町の項を参照のこと
西山村長
| 代 | 氏名         | 就任                   | 退任                      | 備考 |
| -- | ------------ | ---------------------- | ------------------------- | ---- |
| 1  | 大坪慶光     | 明治30年（1897年）6月  | 明治34年（1901年）6月     |      |
| 2  | 竹花盛       | 明治34年（1901年）8月  | 明治38年（1905年）8月     |      |
| 3  | 大坪慶光     | 明治39年（1906年）12月 | 明治40年（1907年）4月     | 再任 |
| 4  | 小林治太郎   | 明治40年（1907年）5月  | 大正4年（1915年）4月      |      |
| 5  | 岡本寿司     | 大正4年（1915年）4月   | 大正8年（1919年）4月      |      |
| 6  | 村上倉松     | 大正8年（1919年）9月   | 大正12年（1923年）9月     |      |
| 7  | 長沢久之助   | 大正12年（1923年）12月 | 昭和2年（1927年）6月      |      |
| 8  | 堂前亀治     | 昭和2年（1927年）9月   | 昭和6年（1931年）9月      |      |
| 9  | 村上石太郎   | 昭和6年（1931年）9月   | 昭和10年（1935年）9月     |      |
| 10 | 曾根田政太郎 | 昭和10年（1935年）9月  | 昭和12年（1937年）1月     |      |
| 11 | 上野勘六     | 昭和12年（1937年）2月  | 昭和15年（1940年）4月     |      |
| 12 | 和田初一     | 昭和15年（1940年）4月  | 昭和19年（1944年）5月     |      |
| 13 | 村上三郎     | 昭和19年（1944年）6月  | 昭和21年（1946年）12月    |      |
| 14 | 栗木長太郎   | 昭和22年（1947年）4月  | 昭和25年（1950年）10月    |      |
| 15 | 上野勘六     | 昭和25年（1950年）11月 | 昭和27年（1952年）8月     | 再任 |
| 16 | 栗木長太郎   | 昭和27年（1952年）9月  | 昭和29年（1954年）12月    | 再任 |
| 17 | 和田初一     | 昭和30年（1955年）1月  | 昭和30年（1955年）3月31日 | 再任 |

## 体裁調整
1. ↑  『官報』第3822号、明治29年3月30日。